# 薬園台駅

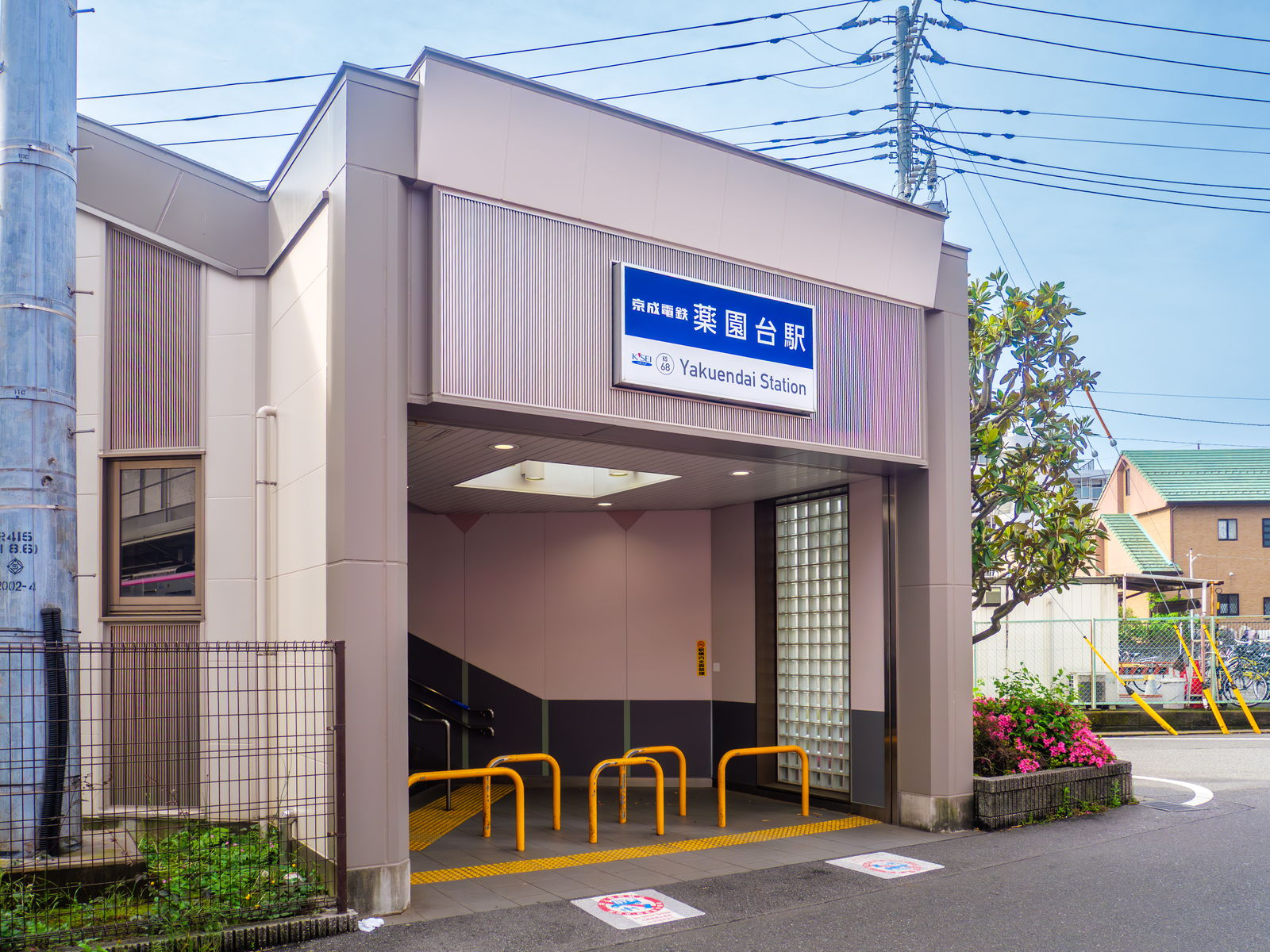
東口（2025年5月）

薬園台駅（やくえんだいえき）は、千葉県船橋市薬円台にある、京成電鉄松戸線の駅である。駅番号はKS68。
駅前広場は第10回緑のデザイン賞緑化大賞に選定されている。

## 歴史
旧駅跡（新京成バス営業所跡地を含む）は、関連会社が駐車場として使用していたが、後に老人ホームが建設された。
- 1947年（昭和22年）12月27日：新京成電鉄新京成線の終着駅として開業[3]。
- 2000年（平成12年）7月29日：松戸寄りに100メートル移転[1][4]。新駅舎は3階建で、銀行やコンビニ、診療所、美容室などが入る[1]。
- 2014年（平成26年）2月：駅番号「SL20」を設定[5]。
- 2025年（令和7年）4月1日：新京成電鉄が京成電鉄への吸収合併に伴い、京成電鉄松戸線の駅となる。同時に駅番号をSL20からKS68に変更[6]。

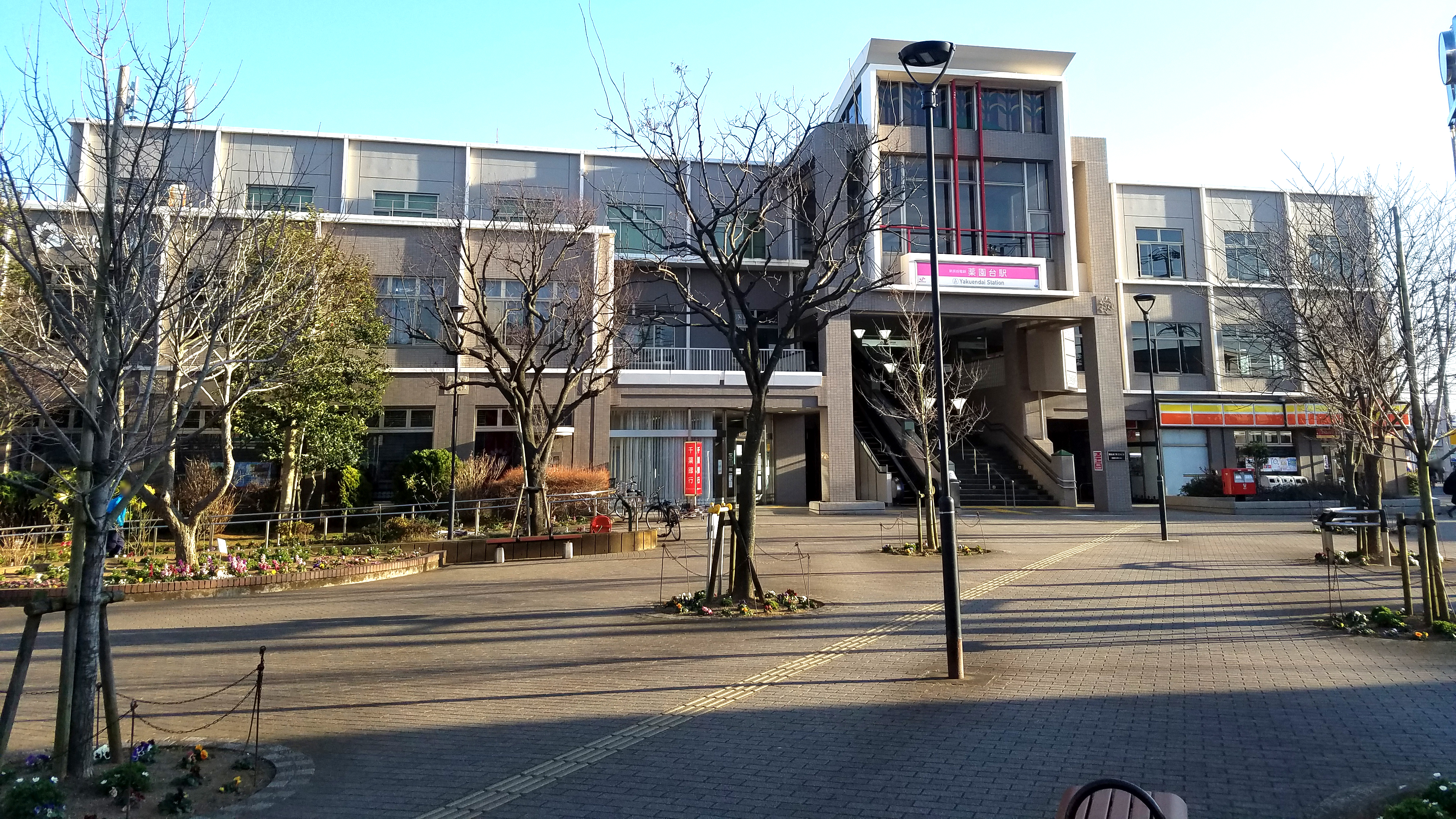
新京成電鉄時代の西口（2021年1月）
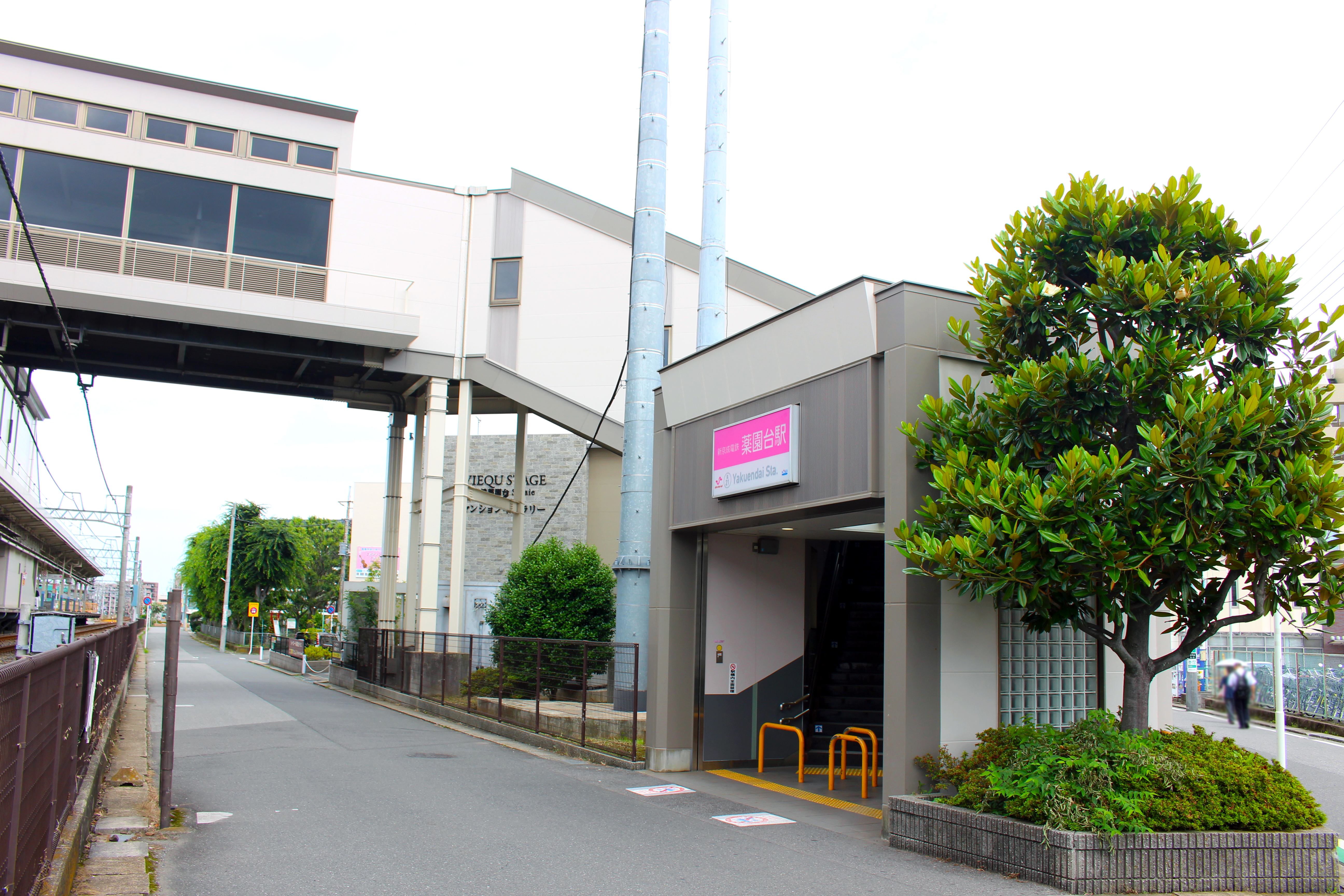
新京成電鉄時代の東口（2024年6月）

### 駅名の由来
江戸時代に徳川吉宗がこの地域に開園した下総薬園（薬草園）に由来する。
駅周辺の地名は元々「薬園台町」であったが、住居表示実施時に「薬円台」と表記が変更された（住居表示未実施の「薬園台町1丁目」も駅南東に残っている）。このため周辺の施設や建物では「円」と「園」の両方の表記が混在している。

## 駅構造
島式ホーム1面2線を有する地上駅で、3階建ての薬園台駅ビルがある。2000年（平成12年）7月の駅移転までは相対式2面2線の地上駅であった。
メインエントランスの上部に薬園台の名前の由来となった薬草園をイメージしたステンドグラスが飾られている。多機能トイレを併設したトイレは3階のコンコース及び2階の駅ビル内に設置。自動改札機（改札口）は南側に1か所、出入口は東口と西口の2か所あり、西口にのみエレベーターとエスカレーターが設置されている。

### のりば
| 番線 | 路線   | 方向 | 行先           |
| ---- | ------ | ---- | -------------- |
| 1    | 松戸線 | 下り | 京成津田沼方面 |
| 2    | 松戸線 | 上り | 八柱・松戸方面 |

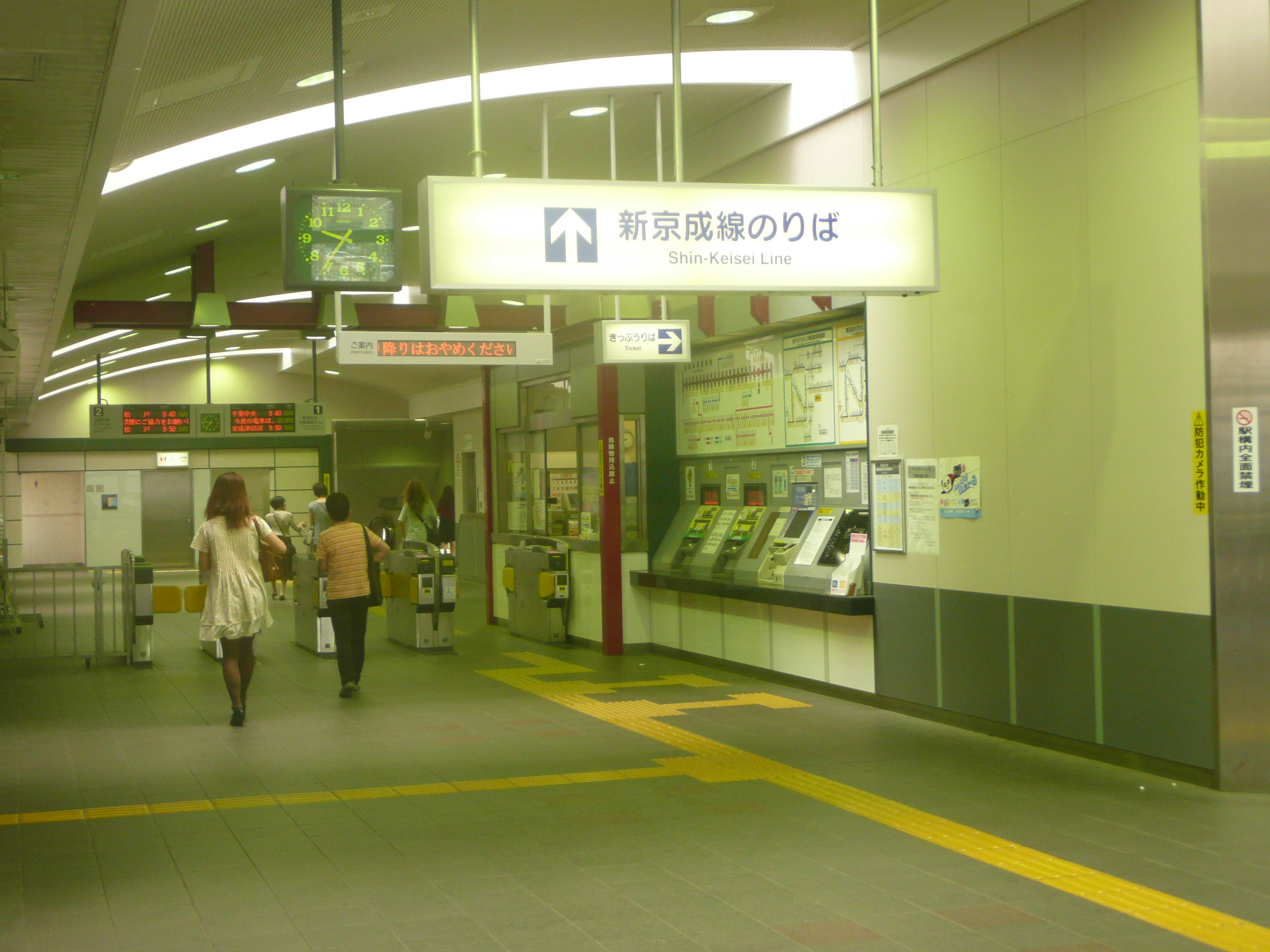
改札口（2008年9月）
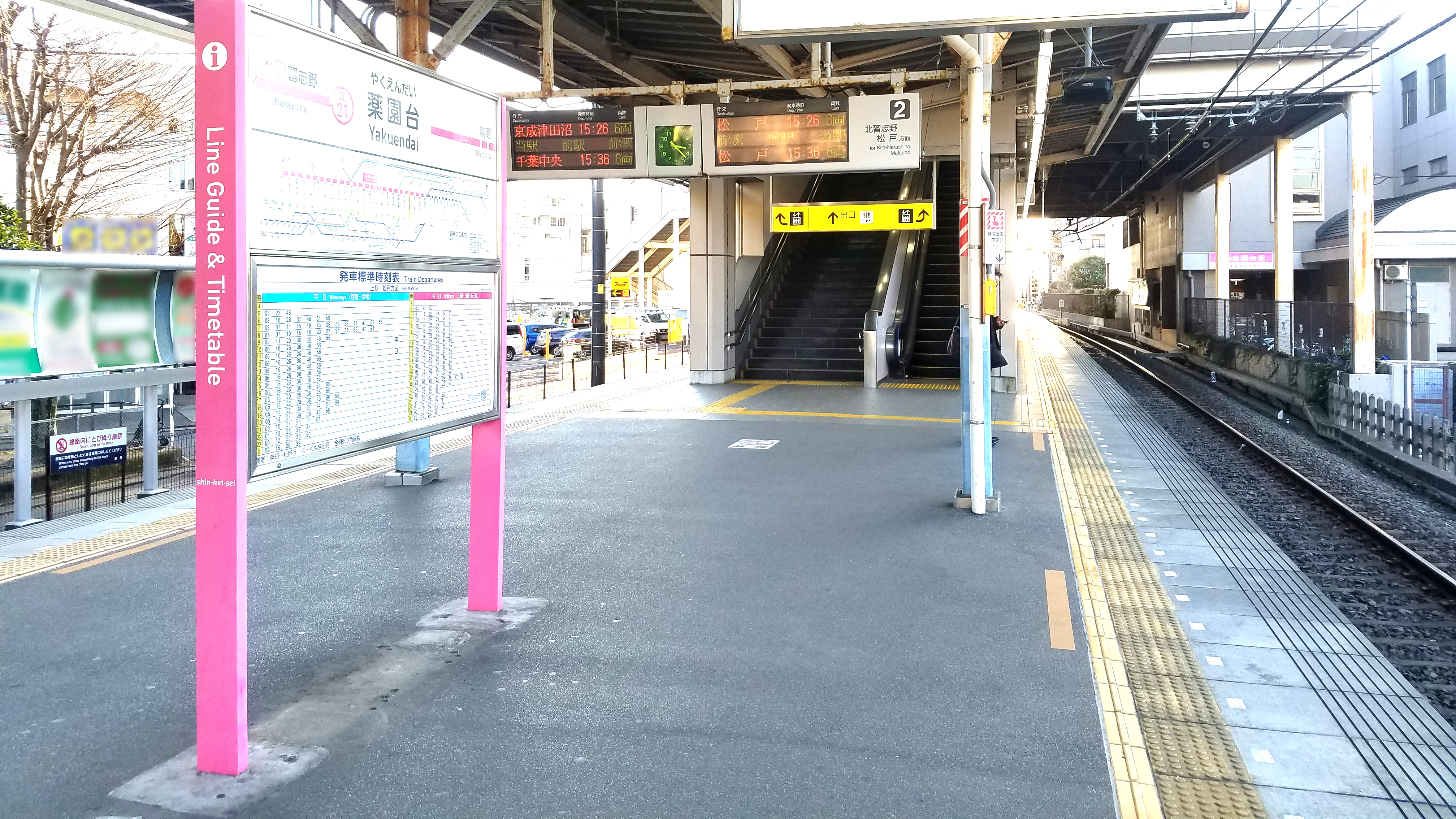
駅ホーム（2021年1月）

## 利用状況
2024年度の1日平均乗降人員は14,755人である。近年の推移は下表の通り。
| 年度               | 乗降人員 | 一日平均 乗車人員 |
| ------------------ | -------- | ----------------- |
| 2007年（平成19年） |          | 6,964             |
| 2008年（平成20年） |          | 7,129             |
| 2009年（平成21年） |          | 7,119             |
| 2010年（平成22年） |          | 7,170             |
| 2011年（平成23年） |          | 7,032             |
| 2012年（平成24年） |          | 7,277             |
| 2013年（平成25年） |          | 7,522             |
| 2014年（平成26年） |          | 7,442             |
| 2015年（平成27年） |          | 7,461             |
| 2016年（平成28年） |          | 7,501             |
| 2017年（平成29年） |          | 7,617             |
| 2018年（平成30年） |          | 7,710             |
| 2019年（令和元年） | 15,045   | 7,604             |
| 2020年（令和02年） | 12,093   |                   |
| 2021年（令和03年） | 12,854   |                   |
| 2022年（令和04年） | 13,748   |                   |
| 2023年（令和05年） | 14,328   |                   |
| 2024年（令和06年） | 14,755   |                   |

## 駅周辺

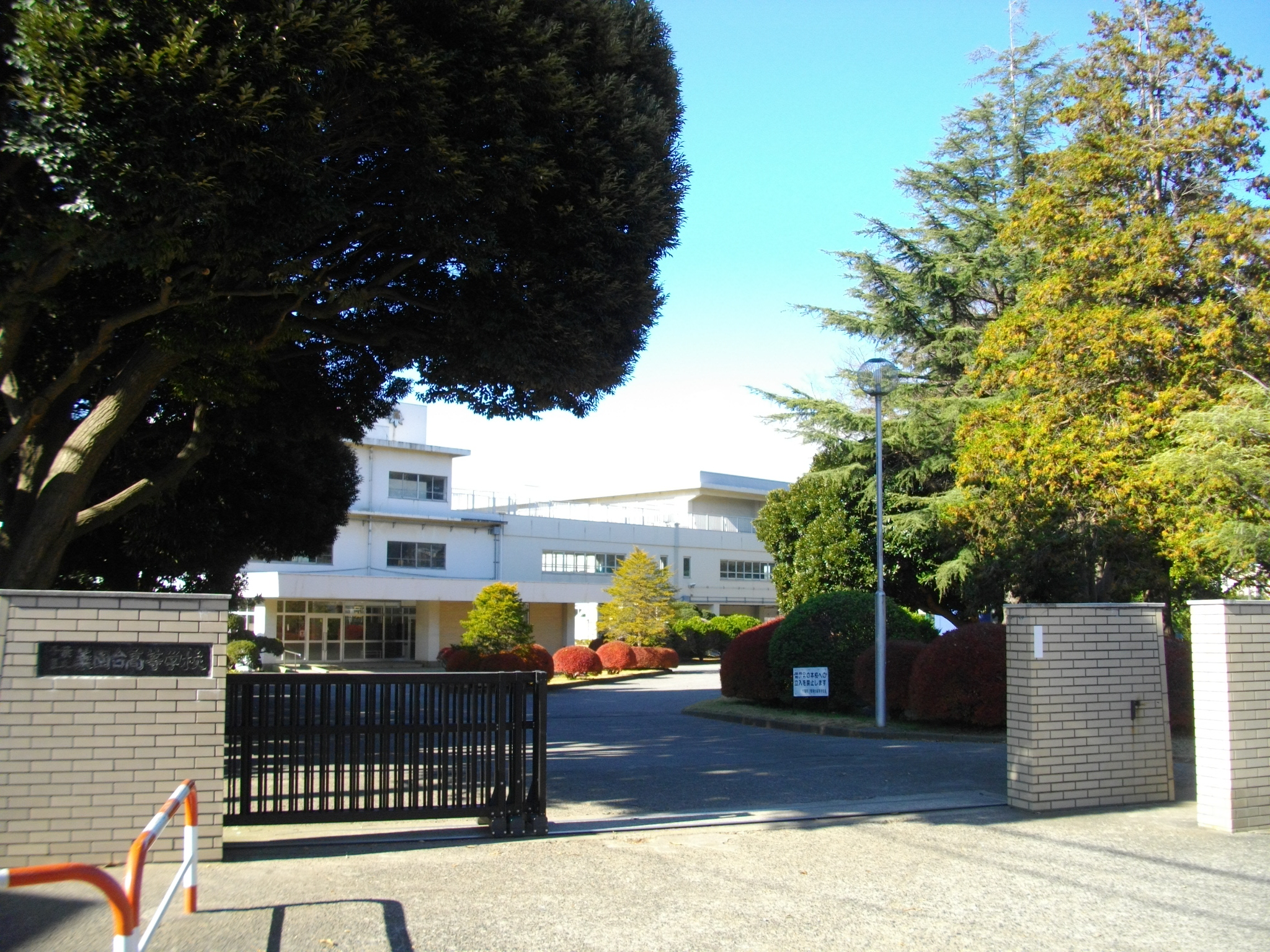
千葉県立薬園台高等学校

駅東口側には国道296号が走り、西口側に駅前広場が整備されている。
東口
- 船橋市立二宮中学校
- 飯山満七林自治会館
- 船橋東警察署 薬円台交番
- 船橋市薬円台公民館
- 千葉県立薬園台高等学校
- 千葉興業銀行 薬円台支店
- 船橋アーチェリーレンジ

西口
- 船橋市立飯山満小学校
- 船橋市立七林小学校
- 下総病院
- 薬園台駅前郵便局
- 千葉銀行 薬円台支店
- 滝の作向台公園
- 滝台八幡神社

## 近隣のバス停
- 京成バス千葉セントラル(習志野西営業所・印西営業所)「薬園台駅入口」停留所

## 隣の駅
京成電鉄
 松戸線
習志野駅 (KS69) - 薬園台駅 (KS68) - 前原駅 (KS67)

#### 広報資料・プレスリリースなど一次資料
1. ↑  薬園台駅　構内図・駅テナント - 新京成電鉄株式会社

#### 統計資料
1. ↑  千葉県統計年鑑（平成20年）
2. ↑  千葉県統計年鑑（平成21年）
3. ↑  千葉県統計年鑑（平成22年）
4. ↑  千葉県統計年鑑（平成23年）
5. ↑  千葉県統計年鑑（平成24年）
6. ↑  千葉県統計年鑑（平成25年）
7. ↑  千葉県統計年鑑（平成26年）
8. ↑  千葉県統計年鑑（平成27年）
9. ↑  千葉県統計年鑑（平成28年）
10. ↑  千葉県統計年鑑（平成29年）
11. ↑  千葉県統計年鑑（平成30年）
12. ↑  千葉県統計年鑑（令和元年）
13. ↑  千葉県統計年鑑（令和2年）

1日平均利用客数
1. 1 2 3  『駅別乗降人員（2024年度1日平均） (PDF)』（レポート）、京成電鉄。2025年6月27日閲覧。
2. 1 2  “新京成電鉄会社要覧 2021” (pdf).   新京成電鉄. p. 59 (2021年9月). 2024年7月5日閲覧。
3. 1 2  “新京成電鉄会社要覧 2023” (pdf).   新京成電鉄. p. 27 (2023年10月). 2024年7月5日閲覧。
4. ↑  “駅別乗降人員(2023年度・１日平均）” (pdf).   新京成電鉄. 2024年7月5日閲覧。